# 宇野利泰
宇野 利泰（うの としやす、1909年4月21日 - 1997年1月6日）は、日本の翻訳家。日本文芸家協会、日本推理作家協会、各会員。 本名、太田 稔治（おおた としじ）。ペンネームは、江戸川乱歩の土曜会で知り合った翻訳家阿部主計が、タバコの「Union Leader」をもじって命名したもの。書籍によっては、太田 稔（おおた みのる）、多田 雄二（ただ ゆうじ）などの別名義を用いることもあった。

## 経歴
東京市神田区生まれ。実家は太田鉄工所を経営し、裕福な一家に生まれ育つも、宇野の代で工場は人手に渡っている。旧制武蔵高等学校を経て、1932年東京帝国大学独文科卒。
田園調布（4の70）の自宅の隣人は石坂洋次郎であり、海外推理小説に詳しかったことから江戸川乱歩の知遇を得、雑誌『宝石』（岩谷書店）の創刊に貢献。1953年に『宝石』誌上で処女訳を手がける。その後英米推理小説を中心に翻訳活動を展開、E・S・ガードナー、エラリー・クイーン、ジョン・ディクスン・カー、グレアム・グリーン、ジョン・ル・カレなど翻訳作品は膨大な量にのぼる。晩年には目と足の病気に悩まされながら、その死まで翻訳に携わった。
大久保康雄などと同様、下訳者を使って次々に翻訳を発表、下訳者たちの育成にも秀でており、深町眞理子、稲葉明雄など数々の著名な翻訳者が出た。
文壇・出版界のゴシップを大いに好んだ奇人とされ、編集者として交流があった小林信彦の小説『虚栄の市』や『夢の砦』、同じく編集者だった常盤新平の『片隅の人々』に、宇野をモデルとした人物が登場している。
1991年、第1回BABEL国際翻訳大賞（日本翻訳大賞）・特別賞を受賞。

## 翻訳

### 宇野名義
- 『靴に棲む老婆』（The Quick and the Dead、エラリー・クイーン、早川書房） 1954年
のちハヤカワ・ミステリ文庫
- 『ポケットにライ麦を』（アガサ・クリスティー、早川書房） 1954年
のちハヤカワ・ミステリ文庫
- 『風が吹く時』（When the Wind Blows、シリル・ヘアー（英語版）、早川書房、世界探偵小説全集） 1955年
- 『夢遊病者の姪』（The Case of the Sleepwalker's Niece、E・S・ガードナー、早川書房） 1956年
のちハヤカワ・ミステリ文庫
- 『帽子蒐集狂事件』（ディクスン・カー、東京創元社） 1956年
のち新潮文庫
- 『奇妙な花嫁』（The Case of the Curious Bride、ガードナー、新潮社、探偵小説文庫） 1956年
のち新潮文庫
- 『伯母の死』（Death of My Aunt、C・H・B・キッチン、早川書房、世界探偵小説全集） 1956年
- 『ドラゴン殺人事件』（The Dragon Murder Case、ヴァン・ダイン 、早川書房、世界探偵小説全集）
- 『医者よ自分を癒せ』（Physician Heal Thyself、イーデン・フィルポッツ、早川書房）  1956年
- 『怪物』（The Moster、ハリングトン・ヘクスト、早川書房、世界探偵小説全集） 1956年
- 『予言殺人事件』（The Reader Is Warned、J・D・カー、現代文芸社） 1956年
のち『読者よ欺かるるなかれ』の題で早川書房 1958年
- 『タイム・マシン、透明人間、モロー博士の島』（H・G・ウェルズ、東京創元社、 世界大ロマン全集） 1956年
のち創元推理文庫
のち世界SF全集
のちハヤカワ文庫
- 『パール街の少年団』（モルナール、東京創元社、世界少年少女文学全集）  1957年
のち偕成社文庫
- 『ボスを倒せ』（The Bigger They Come、E・S・ガードナー、六興出版部） 1957年
のち新潮文庫
- 『死体を探せ』（Have His Carcase、ドロシー・L・セイヤーズ、現代文芸社） 1957年
- 『怯えるタイピスト』（The Case of the Terrified Typist、E・S・ガードナー、早川書房） 1957年
のちハヤカワ・ミステリ文庫
- 『飛ばなかった男』（The Man Who Didn'ｔ Fly、マーゴット・ベネット（英語版）、東京創元社） 1957年
- 『髑髏城』（Castle Skull、ディクスン・カー、東京創元社、世界大ロマン全集） 1957年
のち創元推理文庫
- 『ディクスン・カー作品集 第8 緑のカプセル』（ディクスン・カー、東京創元社） 1958年
のち『緑のカプセルの謎』に改題（創元推理文庫）
- 『ウインター殺人事件』（ヴァン・ダイン、早川書房） 1958年
- 『偽証するおうむ』（The Case of the Perjured Parrot、E・S・ガードナー 早川書房、世界探偵小説全集） 1958年
- 『スリップに気をつけて』（Some Slips Don't Show、A・A・フェア、早川書房、世界探偵小説全集） 1958年
- 『赤後家の殺人』（The Red Widow Murders、カーター・ディクスン、東京創元社） 1958年
のち創元推理文庫
- 『気ままな女』（The Case of the Foot-loose Doll、E・S・ガードナー、早川書房、世界探偵小説全集） 1958年
- 『黒いカーテン』（ウイリアム・アイリッシュ、東京創元社、世界大ロマン全集）  1958年
のち創元推理文庫
- 『完全殺人事件』（The Perfect Murder Case、クリストファー・ブッシュ (Christopher Bush).、新潮文庫） 1958年
- 『はなれわざ』（Tour De Force、クリスチアナ・ブランド、早川書房） 1959年
のち文庫
- 『検事踏みきる』（The D.A. Takes a Chance、E・S・ガードナー、早川書房、世界探偵小説全集） 1959年
- 『聖アンセルム923号室』（Hotel Room、コーネル・ウールリッチ、早川書房） 1959年
- 『カウント9』（The Count of Nine、A・A・フェア、早川書房、世界探偵小説全集） 1959年
- 『死のスカーフ』（The Case of the Mythical Monkeys、E・S・ガードナー、早川書房、世界ミステリシリーズ） 1959年
- 『僧正殺人事件 / 赤い家の秘密』（ヴァン・ダイン / A・A・ミルン、中央公論社、世界推理名作全集）  1960年
『僧正殺人事件』はのち中公文庫
- 『Yの悲劇』（クイーン、中央公論社、世界推理名作全集）  1960年
のちハヤカワ・ミステリ文庫
- 『法の悲劇』（Tragedy at Law、シリル・ヘアー、早川書房） 1960年
のちハヤカワ・ミステリ文庫
- 『アラビアンナイトの殺人』（The Arabian Nights Murde、ディクスン・カー、東京創元社） 1960年
のち創元推理文庫、ひかりTVブック（グーテンベルグ21）
- 『武器の道』（Passage of Arms、エリック・アンブラー、早川書房） 1960年
のちハヤカワ文庫
- 『ミストレス』（The Mistress、カーター・ブラウン、早川書房、世界ミステリシリーズ） 1960年
- 『赤毛のレドメイン家』（イーデン・フィルポッツ、中央公論社、世界推理名作全集4）  1961年
のち創元推理文庫
- 『瓜二つの娘』（The Case of the Duplicate Daughter、E.S.ガードナー 早川書房、世界ミステリシリーズ） 1961年
- 『二つの密室』（Sudden Death、フリーマン・W・クロフツ、創元推理文庫） 1961年
- 『影をみせた女』（The Case of the Shapely Shadow、E・S・ガードナー、早川書房、世界ミステリシリーズ） 1961年
- 『H.G.ウェルズ短篇集』 第1 － 第3 （H・G・ウェルズ、早川書房） 1961年 - 1962年
- 『トレント最後の事件・ほんものの陣羽織・失踪した弁護士・利口なおうむ』（ベントリー、東都書房、世界推理小説大系11）  1962年
「トレント最後の事件」はのち講談社文庫
- 『重婚した夫』（The Case of the Bigamous Spouse、E・S・ガードナー、早川書房） 1962年
のちハヤカワ・ミステリ文庫
- 『笑うきつね』（The Laughing Fox、フランク・グルーバー(Frank Gruber)、早川書房、世界ミステリシリーズ） 1962年
- 『ひとり者はさびしい』（Bachelors Get Lonely、A・A・フェア、早川書房、世界ミステリシリーズ） 1962年
- 『犯罪カレンダー』（Calendar of Crime、エラリイ・クイーン、早川書房） 1962年
のちハヤカワ・ミステリ文庫
- 『あつかいにくいモデル』（The Case of the Reluctant Model、E・S・ガードナー、早川書房） 1962年
のちハヤカワ・ミステリ文庫
- 『百万に一つの偶然』（Murder Will Out、ロイ・ヴィカーズ、早川書房、世界ミステリシリーズ） 1962年
- 『スミルノ博士の日記』（ドゥーセ、東都書房、世界推理小説大系5）  1963年
- 『無限がいっぱい』（Notions: Unlimited、ロバート・シェクリイ 、早川書房、異色作家短篇集11） 1963年
- 『クロイドン発12時30分』（クロフツ、東都書房、世界推理小説大系第12巻） 1963年
- 『金ぴかの鷲』（The Guilt-Edged Cage、カーター・ブラウン、早川書房、世界ミステリシリーズ） 1963年
- 『樽 』（クロフツ、新潮文庫） 1963年
- 『真昼の翳』（The Light of Day、エリック・アンブラー、早川書房、世界ミステリシリーズ） 1963年
のちハヤカワ・ミステリ文庫
- 『宇宙戦争』（H・G・ウエルズ、早川書房、ハヤカワ・SF・シリーズ） 1963年
- 『脅迫された継娘』（The Case of the Stepdaughter's Secret、E・S・ガードナー、早川書房、世界ミステリシリーズ） 1963年
- 『弁護士プレストン』（The Defenders、エドワード・S・アーロンズ、早川書房） 1963年
- 『バスカーヴィル家の犬、まだらの紐他』（アーサー・コナン・ドイル、東都書房、世界推理小説大系4）  1964年
- 『ビロードの爪』（ガードナー、新潮文庫） 1964年
- 『華氏451度』（レイ・ブラッドベリ、早川書房） 1964年
のちハヤカワ文庫SF
- 『ホンコン野郎』（The Hong Kong Caper、カーター・ブラウン、早川書房、世界ミステリシリーズ） 1964年
- 『恋におちた伯母』（The Case of the Amorous Aunt、E・S・ガードナー、早川書房） 1964年
のちハヤカワ・ミステリ文庫
- 『向うみずな離婚者』（The Case of the Daring Divorcee、E・S・ガードナー、早川書房） 1964年
- 『寒い国から帰ってきたスパイ』（ジョン・ル・カレ、早川書房） 1964年 
のちハヤカワ文庫
- 『血の栄光』（Halo in Blood、ジョン・エヴァンズ、早川書房、世界ミステリシリーズ） 1964年
- 『つかみそこねた幸運』（The Case of the Phantom Fortune、E・S・ガードナー、早川書房） 1965年
- 『ロボット文明』（The Status Civilization、ロバート・シェクリー、創元推理文庫） 1965年
- 『幸運な脚』（The Case of the Lucky Legs、E・S・ガードナー、新潮文庫） 1965年
- 『ドラゴンの歯』（エラリー・クィーン、創元推理文庫） 1965年
- 『死者にかかってきた電話』（Call for the Dead、ジョン・ル・カレ、早川書房） 1965年
のちハヤカワ文庫
- 『吠える犬』（The Case of the Howling Dog、ガードナー、新潮文庫） 1965年
- 『鏡の国の戦争（英語版）』（ジョン・ル・カレ、早川書房） 1965年
のちハヤカワ文庫
- 『明日を越える旅』（Journey Beyond Tomorrow、ロバート・シェクリイ、早川書房） 1965年
のちハヤカワ文庫
- 『十月はたそがれの国』（The October Country、レイ・ブラッドベリ、創元推理文庫） 1965年
- 『使いこまれた財産』（The Case of the Troubled Trustee、E・S・ガードナー、早川書房） 1965年
- 『真鍮の栄光』（Halo in Brass、ジョン・エヴァンズ、早川書房） 1965年
- 『高貴なる殺人』（A Murder of Quality、ジョン・ル・カレ、早川書房） 1966年
のちハヤカワ文庫
- 『死との契約』（A Covenant with Death、スティーヴン・ベッカー(Stephen Becker)、早川書房） 1966年
- 『地球巡礼』（ロバート・シェクリイ、早川書房） 1966年
のちハヤカワ文庫SF
- 『恐怖からの収穫』（Let Them Eat Bullets、ハワード・スコーンフェルド(Howard Schcenfeld)、久保書店QTブックス） 1966年
- 『クリスチィ短編全集 第3 － 第5』（アガサ・クリスチィ、創元推理文庫） 1966年 - 1967年
- 『ダブル・イメージ』（Double Image、ヘレン・マッキネス、早川書房） 1967年
- 『アドレナリンの匂う女』（The Magician's Wife、ジェイムズ・ケイン、東京創元社） 1967年
のち創元推理文庫
- 『汚辱と怒り』（A Kind of Anger、エリック・アンブラー、早川書房） 1967年
- 『年刊SF傑作選 第4』（ジュディス・メリル編、創元推理文庫） 1968年
- 『バベルの塔』（The Tower of Babel、モリス・L・ウェスト、早川書房） 1968年
- 『ワシントンD.C.』（Washington, D.C.、ゴア・ヴィダール、早川書房） 1968年
- 『宇宙のスカイラーク』（E・E・スミス、角川文庫） 1968年
- 『時間都市』（Billenium、J・G・バラード、創元推理文庫） 1969年
- 『カー短編集 1 － 3 』（ディクスン・カー、創元推理文庫） 1970年 - 1974年
- 『美しい乞食』（The Case of the Beautiful Beggar、E・S・ガードナー、早川書房、世界ミステリシリーズ） 1970年
- 『狂風世界』（The Wind From Nowhere、J・G・バラード、創元推理文庫） 1970年
- 『ハーツォグ』（Herzog、ソール・ベロウ、早川書房） 1970年
のちハヤカワ文庫
- 『コナンと髑髏の都』（Conan、ロバート・E・ハワード、創元推理文庫） 1971年
- 『コナンと石碑の呪い』（Conan of Cimmeria、ロバート・E・ハワード、創元推理文庫） 1971年
- 『コナンと荒鷲の道』（Conan the Freebooter、ロバート・E・ハワード、創元推理文庫） 1971年
- 『コナンと焔の短剣』（Conan the Wanderer、ロバート・E・ハワード、創元推理文庫） 1972年
- 『皇帝の嗅ぎ煙草入れ』（カー、講談社、世界推理小説大系10） 1972年
のち講談社文庫
- 『アイリッシュ短編集 1』（アイリッシュ、創元推理文庫） 1972年
- 『エクソシスト』（ウィリアム・ピーター・ブラッティ、新潮社） 1973年
のち新潮文庫
のち創元推理文庫
- 『コナンと黒い予言者』（Conan the Adventure、ロバート・E・ハワード、創元推理文庫） 1973年
- 『コナンと毒蛇の王冠』（Conan the Buccaneer、ロバート・E・ハワード、創元推理文庫） 1973年
- 『コナンと古代王国の秘宝』（Conan the Warrior、ロバート・E・ハワード、創元推理文庫） 1974年
- 『ドイツの小さな町』（A Small Town in Germany、ジョン・ル・カレ、早川書房） 1974年
のちハヤカワ文庫
- 『すばらしいペテン』（The Case of the Fabulous Fake、E・S・ガードナー、早川書房） 1975年
- 『死の館の謎』（Deadly Hall、ディクスン・カー、創元推理文庫） 1975年
- 『ブラックサンデー』（Black Sunday、トマス・ハリス、新潮社） 1976年
のち新潮文庫
- 『ラヴクラフト傑作集 2』（ハワード・フィリップス・ラヴクラフト、創元推理文庫） 1976年
- 『Xの悲劇』（クイーン、講談社文庫） 1977年
のちハヤカワ・ミステリ文庫
- 『思考機械の事件簿』（ジャック・フッドレル、創元推理文庫） 1977年
- 『第八の日に』（The Eighth Day、ソーントン・ワイルダー、早川書房、ハヤカワ・リテラチャー 4） 1977年
- 『ダーティ・ストーリー』（Dirty Story、エリック・アンブラー、ハヤカワ・ミステリ文庫） 1979年
- 『ピーター卿の事件簿』（The Casebook of Lord Peter、ドロシー・L・セイヤーズ、創元推理文庫） 1979年
- 『ヒューマン・ファクター』（グレアム・グリーン、早川書房） 1979年
のちハヤカワ文庫
のちハヤカワepi文庫
- 『ギリシャ棺の秘密』（エラリイ・クイーン、ハヤカワ・ミステリ文庫） 1979年
- 『キュービー・セブン』（QB VII、レオン・ユリス、新潮社） 1980年
- 『血に飢えた悪鬼』（ディクスン・カー、創元推理文庫） 1980年
- 『ジュネーヴのドクター・フィッシャーあるいは爆弾パーティ』（Dr. Fischer of Geneva、グレアム・グリーン、早川書房） 1981年
のちハヤカワ文庫
- 『「新聖書」発行作戦』（The word、アーヴィング・ウォーレス、新潮文庫） 1981年
- 『ローマ帽子の秘密』 （エラリイ・クイーン、ハヤカワ・ミステリ文庫） 1982年
- 『陸橋殺人事件』（The Viaduct Murder、ロナルド・A・ノックス、創元推理文庫） 1982年
- 『カー短編全集 4 － 5』 （ディクスン・カー、永井淳共訳、創元推理文庫） 1982年
- 『フランス白粉の秘密』 （エラリー・クイーン、ハヤカワ・ミステリ文庫） 1983年
- 『キホーテ神父』（Monsignor Quixote、グレアム・グリーン、早川書房） 1983年
- 『ありえざる伝説』（ウィリアム・ゴールディング / ジョン・ウィンダム / マーヴィン・ピーク、峯岸久共訳、早川文庫） 1983年
「特命使節」（Envoy Extraordinary、ウィリアム・ゴールディング） 宇野利泰訳
「蟻に習いて」（Consider Her Ways、ジョン・ウィンダム） 峯岸久訳
「闇の中の少年」（Boy in Darkness、マーヴィン・ピーク） 宇野利泰訳
- 『警察官に聞け』（Ask a Policeman、アントニイ・バークリイ他によるリレー長編、加瀬義雄共訳、ハヤカワ・ミステリ文庫） 1984年
- 『ホワイトストーンズ荘の怪事件』（Double Death、セイヤーズ他による連作ミステリ、戸川安宣共訳、創元推理文庫） 1985年
- 『サイオン』（Psion、ジョーン・D・ヴィンジ、ハヤカワ文庫SF） 1985年
- 『第十の男』（The Tenth Man、グレアム・グリーン、早川書房） 1985年
- 『殺意の海辺』（ジョン・ディクスン・カー他によるリレー長編、ハヤカワ・ミステリ文庫） 1986年
「殺意の海辺」（Crime on the Coast）
「弔花はご辞退」（No Flowers By Request）
- 『ファン・クラブ誘拐事件』上・下（The Fan Club、アーヴィング・ウォーレス、新潮文庫） 1986年
- 『知られざる名探偵物語』（The Great Detectives、ジュリアン・シモンズ、ハヤカワ・ミステリ文庫） 1987年
- 『オランダ靴の秘密』（エラリイ・クイーン、ハヤカワ・ミステリ文庫） 1987年
- 『血のついたエッグ・コージィ』（The Affair of the Blood-Stained Egg Cosy、ジェームズ・アンダースン、文春文庫） 1988年
のち『血染めのエッグ・コージイ事件』として復刊（扶桑社ミステリー）
- 『探偵小説十戒 幻の探偵小説コレクション』（The best detective stories of the year 1928、ロナルド・ノックス編、 深町真理子 / 中村妙子共訳、晶文社） 1989年
「付けぼくろ」（The Artificial Mole、J・D・ベレスフォード(John Davys Beresford)） 宇野利泰訳
「山の秘密」（The Secret of the Mountain、C・ボベット(C. Bobbett)） 宇野利泰訳
「開いていた窓」（Through the Window、K・R・G・ブラウン(Kenneth Robert Gordon Browne)） 宇野利泰訳
「毒薬の瓶」（The Poison Bottle、バーナード・ケープス(Bernard Capes)） 深町真理子訳
「火曜ナイトクラブ」（The Tuesday Night Club、アガサ・クリスティ） 中村妙子訳
「死の日記」（The Diary of Death、マーティン・カンバーランド(Martin Cumberland)） 宇野利泰訳
「誰がカステルヴェトリを殺したか」（Who Killed Castelvetri?、ギルバート・フランコウ(Gilbert Frankau)） 宇野利泰訳
「夕刊最終版」（The Late Edition、ケルマン・フロスト(Kelman Frost)） 深町真理子訳
「ガーターの夜」（The Night of the Garter、アーサー・ホファム(Arthur Hogham)） 深町真理子訳
「<セブン>の合図」（The Sign of Seven、ジョン・ハンター(John Hunter)） 宇野利泰訳
「犯罪の芸術家」（An Artist in Crime、デニス・マッケイル(Denis Mackail)） 深町真理子訳
「圧倒的な証拠」（Overwhelming Evidence、バロネス・オルツィ） 深町真理子訳
「ラングドン事件」（The Langdon Case、グラディス・セント・ジョン=ロウ(Gladys St.John-Loe)） 深町真理子訳
「動機」（The Motive、ロナルド・ノックス） 深町真理子訳
解説：戸川安宣
- 『Zの悲劇』（エラリイ・クイーン、ハヤカワ・ミステリ文庫） 1989年
- 『キャプテンと敵』（The captain and the enemy、グレアム・グリーン、早川書房） 1989年
- 『盗み』（A Theft、ソール・ベロウ、早川書房） 1990年
- 『ベラローザ・コネクション』（The Bellarosa Connection、ソール・ベロウ、早川書房） 1992年
- 『ドルリイ・レーン最後の事件』（エラリイ・クイーン、ハヤカワ・ミステリ文庫） 1996年
- 『ブラッディ・マーダー - 探偵小説から犯罪小説への歴史』（Bloody Murder / From The Detective Story to The Crime Novel: A History、ジュリアン・シモンズ、 新潮社） 2003年

### 太田稔名義
- 『ハックスレー短篇集』（ハックスレー、新潮社、新潮文庫） 1961年
「ジョコンダの微笑（Gioconda Smile）
「肖像画」（The Portrait）
「モノクル」（The Monocle）
「小さなメキシコ帽」（Little Mexican）
- 『宙ぶらりんの男』（Dangling Man、ソール・ベロー、新潮社、新潮文庫） 1971年
- 『犠牲者』（The Victim、ソール・ベロー、新潮社、新潮文庫） 1973年

### 多田雄二名義
- 『ソロ対吸血鬼 : ナポレオン・ソロ8』（デイヴィッド・マクダニエル、早川書房、世界ミステリシリーズ） 1967年
- 『人間改造機 : ナポレオン・ソロ13』 （トーマス・ストラットン、早川書房、世界ミステリシリーズ） 1967年
- 『火中の栗』 （A・A・フェア、早川書房、世界ミステリシリーズ）  1970年
- 『ゾンガーと魔道師の王』 （リン・カーター、早川書房、ハヤカワSF文庫、レムリアン・サーガ1） 1973年
- 『ゾンガーと竜の都』（リン・カーター、早川書房、ハヤカワSF文庫、レムリアン・サーガ2） 1973年
- 『邪神と闘うゾンガー』 （リン・カーター、早川書房、ハヤカワSF文庫、レムリアン・サーガ3） 1974年